# Jonas jullov
Jonas jullov, under ledning av Jonas Leksell, var jullovsmorgon i SVT och sändes under perioden 23 december 2004-6 januari 2005. 

## Handling
Jonas Leksell provar på en ny och spännande hobby med en kompis någonstans i Sverige. I programmet visades även filmer med: Häxan Surtant, Grymma sagor för grymma barn samt Corneil & Bernie.

### Fotnoter
1. ↑  ”Svensk mediedatabas”. http://smdb.kb.se/catalog/search?q=Jonas+jullov+typ%3Atv&sort=OLDEST. Läst 1 april 2011.